# Bellows Falls
Pour les articles homonymes, voir Bellows.
Bellows Falls est un village non incorporé situé dans le comté de Windham dans l'état du Vermont aux États-Unis.
En 2020, sa population était de 2 747 habitants.